# Timor Oliver Chadik

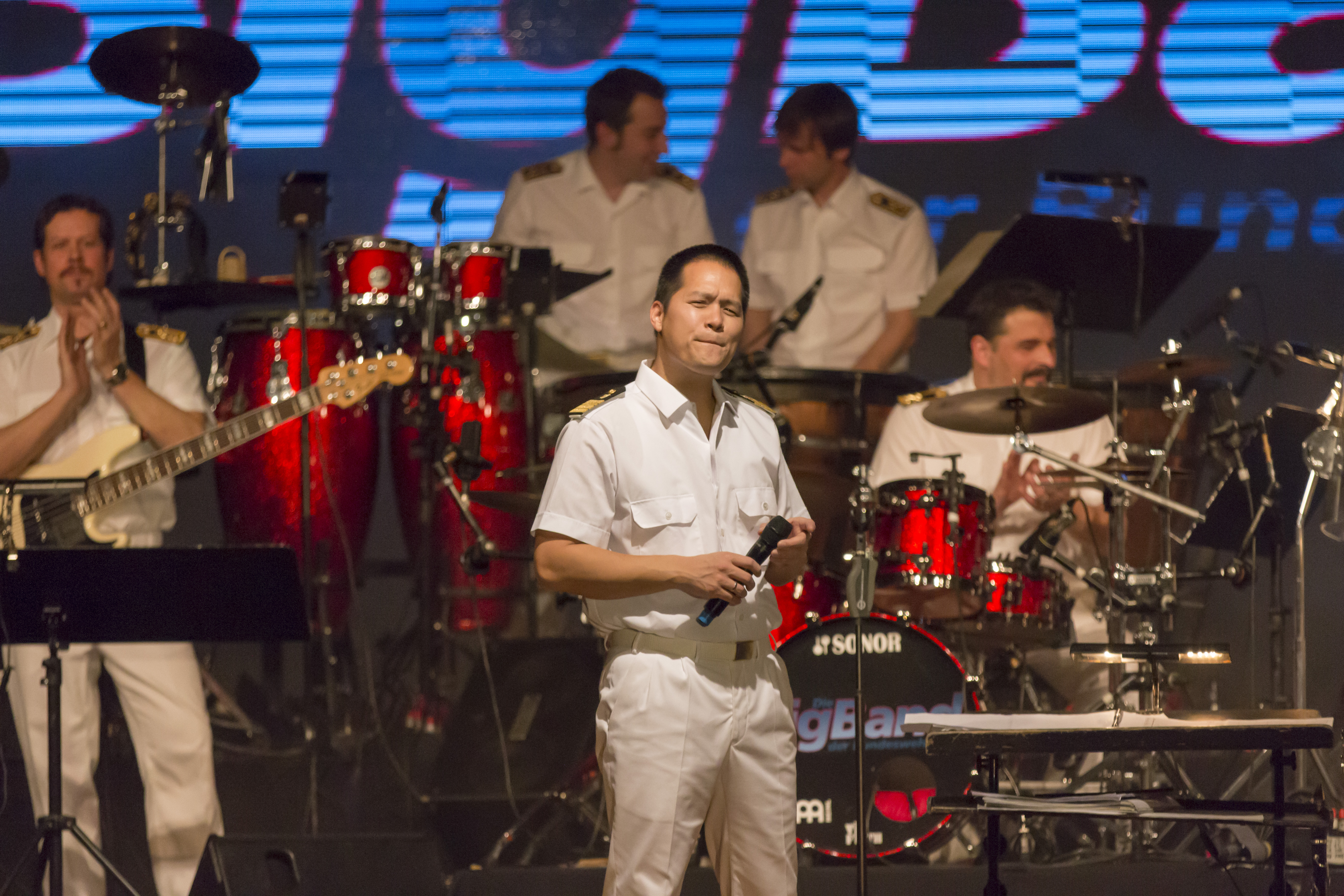

Timor Oliver Chadik (* 1976 in Bangkok) ist ein deutscher Kapellmeister und Stabsoffizier. Er bekleidet den Rang eines Oberstleutnants und leitet zurzeit die Big Band der Bundeswehr in Euskirchen.

## Leben und Wirken
Chadik absolvierte sein Musikstudium bei Hermann Dechant und Peter Falk an der Hochschule für Musik Würzburg und schloss das Studium 2000 mit dem Diplom ab. Anschließend absolvierte er eine Meisterklasse, die er 2002 mit Auszeichnung abschloss. Timor Chadik ist seit Beginn seines Studiums Mitglied der KDStV Thuringia im CV zu Würzburg.
Nach dem Studienabschluss folgte ein erstes Engagement an die Oper Dortmund, wo er zuletzt als Zweiter Kapellmeister wirkte und dort verschiedene Einstudierungen leitete wie u. a. Der Postillon von Lonjumeau, Der Bettelstudent sowie West Side Story und Opernaufführungen von u. a. La Bohème, Eugen Onegin, Turandot und Nabucco dirigierte.
Ab 2004 bekleidete er am Staatstheater Darmstadt die Position des Ersten Kapellmeisters. Dort leitete er die Premieren von Il barbiere di Siviglia, Entführung aus dem Serail sowie Dornröschen und dirigierte weitere Vorstellungen der Opern Falstaff, Ariadne auf Naxos und La Traviata. 
Nach seinem Eintritt in die Bundeswehr im Jahr 2006 war er seitdem stellvertretender Leiter des Luftwaffenmusikkorps Münster und im Jahr 2007 stellvertretender Leiter des Stabsmusikkorps der Bundeswehr. Während eines ISAF-Auslandseinsatzes im Jahr 2010 leitete er ein Mentorenteam zur Ausbildung von afghanischen Musikern in Kabul.
Von 2012 bis 2015 hatte er die Position des Chefdirigenten des Luftwaffenmusikkorps Münster inne und übernahm 2015 die Leitung der Big Band der Bundeswehr.
Als Gastdirigent leitete er u. a. die Staatsphilharmonie Rheinland-Pfalz, das Rundfunk-Blasorchester Leipzig, die Philharmonie Südwest in Hilchenbach, die Nürnberger Symphoniker, die Kammerphilharmonie Budweis sowie das Prime Philharmonic Orchestra in Dej Jeong (Südkorea). 2014 übernahm Chadik als Gastdirigent die musikalische Leitung des Orchestervereins Hilgen, der u. a. durch den mehrmaligen Gewinn des Deutschen Orchesterwettbewerbes zu den führenden Sinfonischen Blasorchestern in Deutschland zählt. Zudem ist er seit 2017 ständiger Dirigent der  Jungen Bläserphilharmonie NRW.